# Berthold Bock

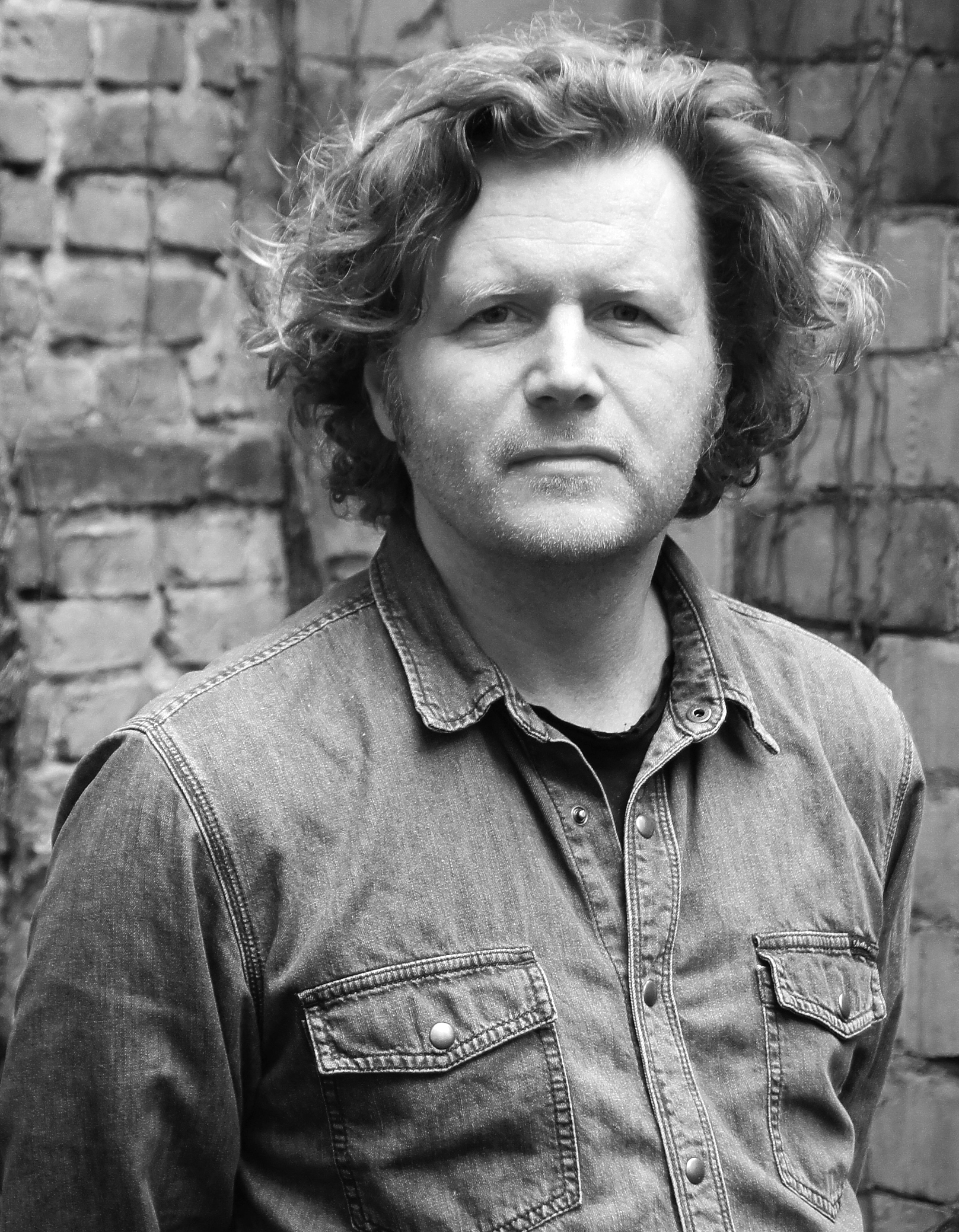
Berthold Bock 2019

Berthold Bock (* 9. Oktober 1967 in Salzburg) ist ein österreichischer Maler und Filmemacher. Er lebt und arbeitet in Berlin.

## Leben
Nach seiner Schulzeit in Salzburg zog Bock 1989 nach Berlin und studierte dort an der Freien Universität Berlin Geschichte und Philosophie. 2001 schloss er sein Studium der freien Kunst an der Hochschule für Bildende Künste Dresden mit dem Diplom in Malerei und Film ab. 2003 war Bock Meisterschüler bei Lutz Dammbeck. Verschiedene künstlerische Aufenthaltsstipendien führten ihn u. a. nach Rom, Budapest und Meran.

## Werk
Bock hat in seiner künstlerischen Laufbahn immer genreübergreifend gearbeitet. Seine Beschäftigung reichte in den letzten 30 Jahren von expressiver Malerei, experimentellem Film und Experimentalmusik bis hin zu Landschaftsdarstellungen und klassischen surrealen Spielfilmen.
Während frühere Werkgruppen noch geprägt sind von geometrisch strengen architektonischen Formen und einsamen Menschen in anonymen „Wohnsarkophagen“, beschäftigt sich Bock seit 2010 in seiner Malerei und seinen Filmen mit einem Zustand der Ungewissheit: Befinden wir uns am Ende der Moderne und an dem Beginn einer neuen Romantik? Nicht mehr verlorene Menschen in anonymen Wohnhäusern sind zu sehen, sondern wilde Natur in Großformat, statt grauer Architektur leuchten lichte Grünfarben, kräftig kolorierte Naturschauspiele. Das Thema „Natur“ ist für Bock virulenter denn je – nicht nur als Verweis auf die Diskussion zum Klimawandel oder die Abholzung des Regenwaldes, sondern eben auch als Verweis auf die aggressive Nutzbarmachung der letzten menschlichen Rückzugsräume. Die künstlerisch dargestellte Natur wird – wie in der ersten Romantik – zu einem Sehnsuchtsort, zu einem Sinnbild für eine andere Welt.

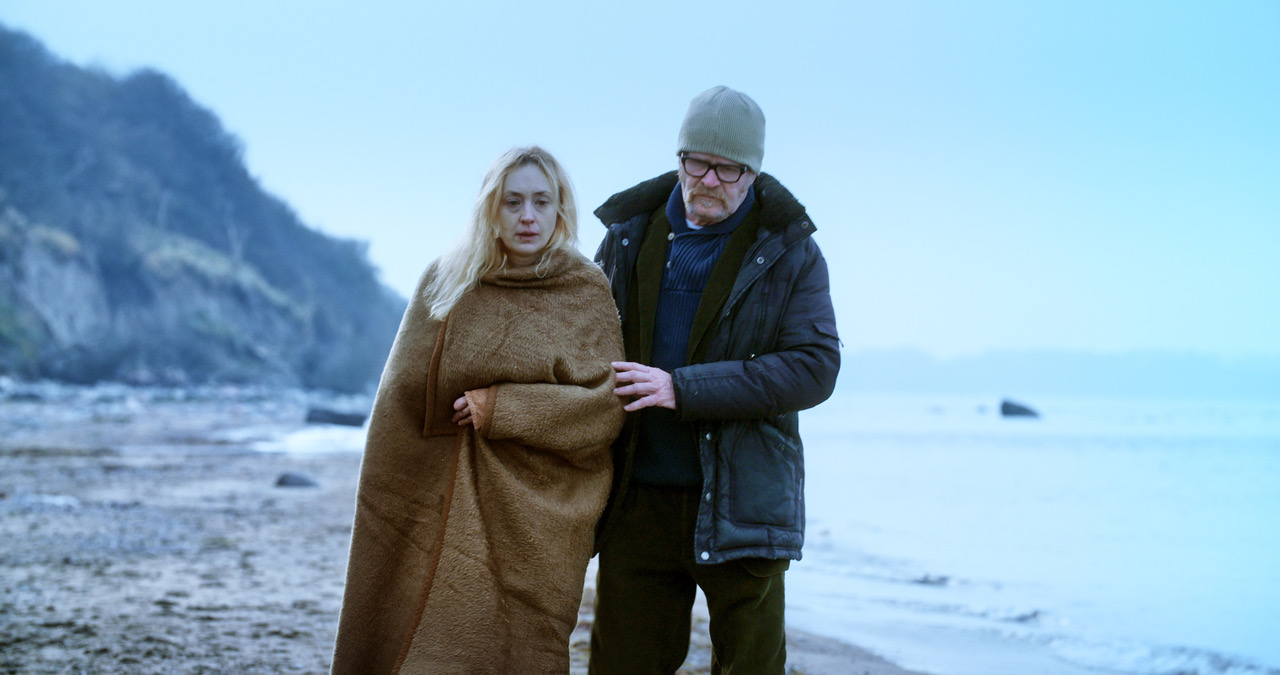
Colonna, Kurzfilm 2018

In seinen Filmen arbeitet Bock mit Schauspielern wie Robert Seethaler, Jens Roth, Arno Frisch, Christine Hoppe, Ingo Huelsmann, Guntbert Warns und Martin Brauer sowie mit dem Musiker Sven Helbig zusammen. Im filmischen Werk verschränkt Bock seit einigen Jahren seine Malereien direkt mit der Handlungsebene.
Als Nebenprojekt tritt Bock seit 2012 auch als Bassist der Berliner Post-Rock-Band ZURICAT in Erscheinung, deren Alben in der Kunst-Edition liane von Heinz Havemeister veröffentlicht werden.

## Zitate
Über den Mauerfall nach seinem Umzug nach West-Berlin im August 1989:
„Die Mauer ging auf, und ich muss ehrlich sagen, dass das für mich auch so eine Art Befreiung war. Ich war sehr beeindruckt von den Menschen, die ich da kennengelernt habe. Von dieser Offenheit, von diesem ‚nur in den Tag leben‘, nicht ans Morgen denken. Das war das Gegenteil von dieser westlichen Sicht aufs Leben, in Zyklen zu denken und zu sagen: Jetzt muss ich dies machen, jetzt muss ich das schaffen, dann kann ich das machen, und so weiter.“
Über sein Schaffen als Filmemacher:
„Der Hauptpunkt, warum ich das mit dem Film mache, ist, dass es die einzige Chance ist, mein Interesse für Narration umzusetzen. Weil für mich Malerei durch die Erfindung des Films nicht mehr die Aufgabe hat, mir eine Geschichte zu erzählen.“
Über seine künstlerische Positionen zum Menschen in der Moderne:

„Das könnte eine Verlorenheit haben, aber ich will, dass es eher eine Geborgenheit ausstrahlt. Die Moderne als Märchen. Das ist genau das, daran arbeite ich mich ab. Das sind Märchen zur Moderne.“

## Filmographie (Auswahl)
- 2018   Colonna, Kurzfilm, 4K, 35 min.
- 2013   Dans la tête de l’artiste, Kurzfilm, Full HD, 15 min
- 2011   Verloren ist in mir, Kurzfilm, Full HD, 12 min
- 2008   Jenseits des Sees, Kurzfilm, 35 mm, 15 min
- 2001   Zero, Spielfilm, 35 mm, 75 min mit Frauke Menzinger

## Ausstellungen (Auswahl)
2019
- „lantschaft“, Galerie Alte Schule Adlershof, Berlin
- „Hoffmaniana“, Galerie AG, Schwerin „en bloc“, CODEX, Berlin

2018
- „Dark Sun“, Galerie Alte Schule Adlershof, Berlin
- „Paperworks“, CODEX, Berlin „Neue schwarze Romantik“, Galerie der Stadt Backnang
- „Neue schwarze Romantik“, Palais Turn und Taxis, Bregenz

2017
- „Passeggiare“, Galerie der Stadt Salzburg
- „Neue schwarze Romantik“, Museum der Künste, Bukarest, Rumänien
- „face a face“, Lorient, Frankreich
- „Neue schwarze Romantik“, Künstlerhaus Bethanien

2016
- „la vague desparate“, Pavillon am Milchhof, Berlin
- „Liason“, Uferhallen, Berlin

2015
- „Rom des Nordens, Rom des Südens“, Galerie Mondrian Suite, Rom
- Österreichisches Kulturforum, Budapest
- „Eispalast“, Pavillon am Milchhof, Berlin

2014
- Lichtung 2, Sammlung Pohl, Sylt
- Komm in mein Boot, Pavillon am Milchhof, Berlin
- Berliner Salon, Kunstverein Melle
- Mitgebracht, Cité des Arts, Paris
- Schwerpunkt Malerei, Palais Lichtenstein, Feldkirch

2013
- Berliner Salon, Kunsthaus Meiningen
- In Situ-Ex Situ, Galerie Pro Arte, Hallein
- Schwerpunkt Malerei, Traklhaus, Salzburg

2012
- Kunstankäufe des Landes Salzburg 2010–2012, Traklhaus, Salzburg

2011
- Verloren ist in mir/Jenseits des Sees, Galerie in der Getreidegasse, Salzburg

2010
- Tatort, Sammlung Beisteiner, Nussdorf am Attersee
- An allem ist zu zweifeln, Galerie im Kamphus, Kampen/Sylt

2009
- 45 × 16 × 6,6 m, Uferhallen, Berlin
- Jenseits des Sees, Museumspavillon, Salzburg

2008
- Jenseits des Sees, Galerie Baer, Dresden
- Melle, Kunstverein Melle
- „Dort droben tobt ein Organ“, Filmfest Schwerin

2007
- Kunstverein APEX, Göttingen
- Parkhaus Recall, Galerie Alte Schule Berlin

2006
- Heimkino, Kunsthalle Luckenwalde

2005
- Galerie Röhr-Jenschke, Berlin
- Reservewelten, Galerie Baer, Dresden
- Faistauer Preis für Malerei, Galerie im Traklhaus, Salzburg
- Once Upon a Time in the West... , Kunstverein Soest

2004
- Neue Heimat, Maierhof/Kloster Benediktbeuern
- Farbe +, Kunsthaus Essen

2003
- Malerei,  Kunstverein Melle
- Ganz in Weiß, Galerie Weißer Elefant, Berlin

2002
- Bewegung...tektonisch ,Galerie Anette Röhr, Osnabrück
- Galerie Capri, Berlin

2001
- Kunststudenten stellen aus, Bundeskunsthalle, Bonn

## Publikationen (u. a.)
- 2019  lantschaft, Galerie Alte Schule Adlershof, Berlin
- 2018  Dark, Sun, Galerie Alte Schule Adlershof, Berlin
- 2017  Neue schwarze Romantik, Künstlerhaus Bethanien, Berlin
- 2013  Dans la tête de l’artiste, Galerie im Traklhaus / Palais Lichtenstein, ISBN 978-3-9503205-6-5
- 2012  Kunstankäufe des Landes 2010–2012, Galerie im Traklhaus
- 2011  Verloren ist in mir/Jenseits des Sees, incl. DVD, Sammlung Beisteiner,  moonfilm GmbH, Kerber Verlag, ISBN 978-3-86678-513-7
- 2010  An allem ist zu zweifeln, mit einer Novelle von Oliver M.Pohl, Galerie im Kamphus, Kampen/Sylt, Parkwart Verlag, ISBN 978-3-00-031760-6
- 2008  Dort droben tobt ein Organ, Katalog zum Filmfest Schwerin
- 2007  Parkhaus-Recall, Galerie alte Schule, Berlin
- 2005  once upon a time in the west..., mit einer Erzählung von Kai Schubert und Fotografien von Frauke Menzinger,  Kunstverein Soest, Parkwart Verlag, ISBN 3-00-016477-4
- 2004  Neue Heimat, Maierhof, Kloster Benediktbeuern
- 2003  Malerei, mit Texten von Axel Schöpp, Kunstverein Melle